# Segunda División 1967-1968 (Spagna)
L'edizione 1967-68 della Segunda División fu il trentasettesimo campionato di calcio spagnolo di seconda divisione. Il campionato vide la partecipazione di 32 squadre. Il torneo fu diviso in 2 gruppi e le prime di ogni gruppo furono promosse in Primera División mentre le ultime otto di ogni gruppo furono retrocesse in Tercera División. Tante retrocessioni furono necessarie per permettere di organizzare un campionato con un unico girone nella successiva stagione.

## Gruppo I
|  |     | Gruppo I            | Pt | G  | V  | N  | P  | GF | GS | DR  |
|  | --- | ------------------- | -- | -- | -- | -- | -- | -- | -- | --- |
|  | 1.  | Deportivo La Coruña | 43 | 30 | 18 | 7  | 5  | 53 | 29 | +24 |
|  | 2.  | Real Valladolid     | 41 | 30 | 17 | 7  | 6  | 48 | 27 | +21 |
|  | 3.  | Celta Vigo          | 36 | 30 | 15 | 6  | 9  | 57 | 33 | +24 |
|  | 4.  | Rayo Vallecano      | 36 | 30 | 15 | 6  | 9  | 44 | 39 | +5  |
|  | 5.  | Sporting Gijón      | 34 | 30 | 13 | 8  | 9  | 47 | 38 | +9  |
|  | 6.  | Real Oviedo         | 32 | 30 | 12 | 8  | 10 | 43 | 29 | +14 |
|  | 7.  | Racing Ferrol       | 32 | 30 | 13 | 6  | 11 | 42 | 37 | +5  |
|  | 8.  | Burgos              | 32 | 30 | 11 | 10 | 9  | 34 | 35 | -1  |
|  | 9.  | Badalona            | 30 | 30 | 12 | 6  | 12 | 44 | 30 | +14 |
|  | 10. | Langreo             | 28 | 30 | 12 | 4  | 14 | 32 | 37 | -5  |
|  | 11. | Racing Santander    | 27 | 30 | 11 | 5  | 14 | 39 | 38 | +1  |
|  | 12. | UE Lleida           | 24 | 30 | 8  | 8  | 14 | 25 | 51 | -26 |
|  | 13. | Badajoz             | 22 | 30 | 10 | 2  | 18 | 31 | 52 | -21 |
|  | 14. | CE Europa           | 21 | 30 | 8  | 5  | 17 | 32 | 56 | -24 |
|  | 15. | Osasuna             | 21 | 30 | 7  | 7  | 16 | 31 | 48 | -17 |
|  | 16. | Torrelavega         | 21 | 30 | 7  | 7  | 16 | 25 | 48 | -23 |

## Gruppo II
|  |     | Gruppo II         | Pt | G  | V  | N  | P  | GF | GS | DR  |
|  | --- | ----------------- | -- | -- | -- | -- | -- | -- | -- | --- |
|  | 1.  | Granada           | 40 | 30 | 17 | 6  | 7  | 42 | 20 | +22 |
|  | 2.  | Calvo Sotelo      | 39 | 30 | 17 | 5  | 8  | 46 | 24 | +22 |
|  | 3.  | Alcoyano          | 37 | 30 | 15 | 7  | 8  | 37 | 33 | +4  |
|  | 4.  | Maiorca           | 35 | 30 | 13 | 9  | 8  | 36 | 24 | +12 |
|  | 5.  | Cadice            | 33 | 30 | 13 | 7  | 10 | 37 | 30 | +7  |
|  | 6.  | Real Murcia       | 32 | 30 | 10 | 12 | 8  | 31 | 23 | +8  |
|  | 7.  | Ceuta Sport       | 31 | 30 | 12 | 7  | 11 | 34 | 38 | -4  |
|  | 8.  | Valencia Mestalla | 30 | 30 | 14 | 2  | 14 | 47 | 31 | +16 |
|  | 9.  | Tenerife          | 30 | 30 | 11 | 8  | 11 | 39 | 33 | +6  |
|  | 10. | Castellón         | 28 | 30 | 9  | 10 | 11 | 27 | 30 | -3  |
|  | 11. | Real Jaén         | 27 | 30 | 8  | 11 | 11 | 32 | 41 | -9  |
|  | 12. | Xerez             | 27 | 30 | 9  | 9  | 12 | 28 | 40 | -12 |
|  | 13. | Recreativo Huelva | 26 | 30 | 8  | 10 | 12 | 25 | 26 | -1  |
|  | 14. | Levante           | 25 | 30 | 7  | 11 | 12 | 26 | 37 | -11 |
|  | 15. | Hércules          | 25 | 30 | 11 | 3  | 16 | 40 | 41 | -1  |
|  | 16. | Constància        | 15 | 30 | 5  | 5  | 20 | 19 | 75 | -56 |

## Playoff
| Real Valladolid | 0-1 |  | 0-0 | Real Sociedad |
| Córdoba         | 3-0 |  | 3-1 | Calvo Sotelo  |

## Torneo per la permanenza
|                  | Risultato |                   | Andata | Ritorno | Spareggio |  |
| ---------------- | --------- | ----------------- | ------ | ------- | --------- |  |
| Salamanca UDS    | 2 - 4     | Racing Ferrol     | 1 - 2  | 1 - 2   |           |  |
| UD Mahón         | 3 - 5     | Burgos            | 2 - 1  | 1 - 4   |           |  |
| Compostela       | 1 - 5     | Valencia Mestalla | 0 - 0  | 1 - 5   |           |  |
| Jerez Industrial | 1 - 1     | Ceuta Sport       | 0 - 0  | 1 - 1   | 1 - 0     |  |

## Verdetti
- Deportivo La Coruña e  Granada promosse in Primera División 1968-1969.
- Badalona,  Langreo,  Racing Santander,  UE Lleida,  Badajoz,  CE Europa,  Osasuna,  Torrelavega,  Tenerife,  Castellón,  Real Jaén,  Xerez,  Recreativo Huelva,  Levante,  Hércules,  Constància e  Ceuta Sport retrocesse in Tercera División.